# سام ليك
سام ليك (بالفنلندية: Sami Järvi)‏ ( ولد في 28 مارس عام 1970 ) هو كاتب فنلندي معروف بعمله على سلسلة ألعاب الفيديو ماكس باين . ارتاد جامعة هلسنكي و درس اللغة الإنجليزية و الأدب . سام هو صديق لـ Petri Järvilehto أحد الأعضاء المؤسسين لشركة ريميدي إنترتيمنت و ساعدهم في كتابة النص لبعض ألعابهم . أيضاً كان سام كاتباً للعبة آلان ويك .

## أعمال
- آلن ويك وآلن ويك 2
- ماكس باين
- كوانتم بريك

## روابط خارجية
- سام ليك على موقع IMDb (الإنجليزية)
- سام ليك على موقع ألو سيني (الفرنسية)
- سام ليك على موقع ميوزك برينز (الإنجليزية)
- سام ليك على موقع قاعدة بيانات الأفلام السويدية (السويدية)
- سام ليك على موقع ديسكوغز (الإنجليزية)
- سام ليك على موقع قاعدة بيانات الفيلم (الإنجليزية)
- سام ليك على موقع كينوبويسك (الروسية)